# 小型船舶操縦免許証
小型船舶操縦免許証（こがたせんぱくそうじゅうめんきょしょう）とは、小型船舶操縦士としての資格を有することを示す公文書である。
日本においては、小型船舶及び特殊小型船舶の操縦免許証を指す。

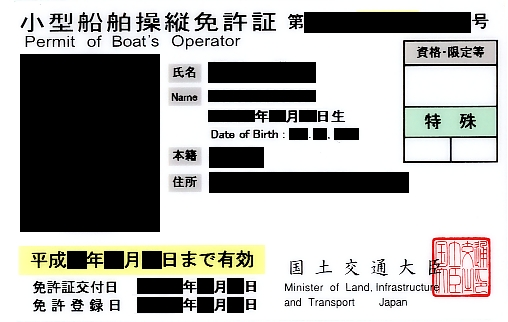
小型船舶操縦免許証 (最新様式)

## 概要
旅券発給手続き（旅券法施行規則別表第2）や戸籍謄本請求手続き（戸籍法施行規則別表第1）で指定された、一点で本人確認が可能な顔写真付の公文書であり、保有者が多いことから、国内では一般的な身分証明書として幅広く利用されている。
大きさはクレジットカード、キャッシュカードや運転免許証とほぼ同じ、縦5.4cm×横8.56cmである。幾度かの変更を受け、現行サイズは2002年6月施行の船舶職員及び小型船舶操縦者法により5年以内（2000年5月）までの間（更新、または、再発行時）に小型化されたものである。
しかし実際には郵便局等での荷受けの際、本人確認の為に提示しても身分証明書として認められないことがある。
英語で併記されているため、海外においても本人確認書類として利用できる可能性があり、国によっては諸手続（銀行口座開設や役所手続き）に旅券を含め、2種類以上の政府発行のID（second form of ID, two forms of identification）を要求するところも多く、旅券と併せて利用範囲が広がっている。
裏面上部にブラックライトを照射すると、国土交通省のロゴ、および、文字が現れる等偽造防止技術が組み込まれている。

## 交付
- 免許証は、国土交通省の地方運輸局、神戸運輸監理部、一部の運輸支局、沖縄総合事務局運輸部が交付しており、居住地等によらず、全国どこでも手続きが可能である。

## 免許
- 現行免許の多くは登録小型船舶教習所の修了審査や日本海洋レジャー安全・振興協会が実施する国家試験に合格した者に与えられている。

### 現行免許
- 一級
- 二級
  - 二級（小出力小型限定）
- 特殊
- 特定
  - 特定全
  - 特定限

### 免許証上の表記順
| 一級、または、二級（18歳未満の場合は二級 若年者（5トン）、湖川小出力限定は二級 河川） | 一級、または、二級（18歳未満の場合は二級 若年者（5トン）、湖川小出力限定は二級 河川） | 一級、または、二級（18歳未満の場合は二級 若年者（5トン）、湖川小出力限定は二級 河川） |
| 特殊                                                                                  | 特殊                                                                                  | 特殊                                                                                  |
| 特定                                                                                  | 設備等                                                                                |                                                                                       |
| ------------------------------------------------------------------------------------- | ------------------------------------------------------------------------------------- | ------------------------------------------------------------------------------------- |

- 原則として実際に取得した免許（法令改正の経過措置等により取得したものとみなされるものを含む）の文字が、上表の位置にそのまま表示される。
- 所持しない免許の枠内には、文字が表示されない。
- 新制度での特定操縦免許をもち、沿海区域以遠での一定の乗船履歴を満たす場合は背景が水色で「特定全」となり、特定操縦免許は持つものの乗船履歴を満たさない限定資格の場合、背景が黄色で「特定限」となる。なお、旧制度の特定操縦講習資格での特定のまま移行講習を受けていない場合、この部分が背景が赤色の「特定」になり、移行措置経過後は資格が停止され文字がない単なる赤色背景のマスになる。
- 下位免許の取得を経ずに上位免許を取得（例:二級・二級【河川】を持たぬまま一級免許を取得）した場合は、その者の法的な運転可能範囲には下位免許の部分も当然含まれるが、下位免許自体の取得手続を経ていないため、免許証上の記載は当該上位免許だけが表示される。また、下位免許を持っていたとしても上位免許を取得した場合には上位免許が記載される。

### 免許証番号
- 免許証番号は13桁であり、最初の3桁が資格別、4桁目が特定操縦免許の有無となっている。また、更新又は再交付を行うと最後の桁が繰り上がる。0408000000000は、一級、旧制度の特定操縦免許有りとなる。新制度の特定操縦免許有りは、限定のある「特定限」では8ではなく6となる。

### 更新期間
- 有効期間は5年であり、更新手続きは有効期間満了日の1年前からできる。更新講習は各免許区分共に同じであるため、一級又は二級と特殊の両方の資格を持っている者は、1回の受講で更新できる。